# كم نام إل
كيم نام إيل، (김남일 ،من مواليد 14 مارس 1977) في إنهيكون في كوريا الجنوبية، وهو لاعب كرة قدم كوري جنوبي، ويلعب مع نادي سوون سامسونغ ومنتخب كوريا الجنوبية لكرة القدم.
لعب في عام 2000 مع نادي تشونام دراغونز، وشارك معهم في 103 مباريات وسجل 8 أهداف، وفي موسم 2002/2003 انتقل إلى نادي إكسلسيور روتردام الهولندي، وشارك معهم في 8 مباريات ولم يسجل أي هدف، ومنذ عام 2005 وهو يلعب مع نادي سوون سامسونغ.
و يلعب كيم مع منتخب كوريا الجنوبية لكرة القدم منذ عام 1998، وقد شارك في كأس العالم لكرة القدم 2002 وكأس العالم لكرة القدم 2006.

## كأس آسيا 2004
سجل هدفاً في مرمى منتخب إيران لكرة القدم.

## روابط خارجية
- كم نام إل على موقع الاتحاد الدولي (مؤرشف)  (الإنجليزية)
- كم نام إل على موقع رابطة كرة القدم اليابانية للمحترفين (اليابانية)
- كم نام إل على موقع دوري كوريا الجنوبية (الإنجليزية)
- كم نام إل على موقع قاعدة بيانات كرة القدم.إي يو (الإنجليزية)
- كم نام إل على موقع ناشيونال فوتبول تيمز (الإنجليزية)
- كم نام إل على موقع Soccerbase.com (لاعب) (الإنجليزية)
- كم نام إل على موقع Soccerway.com (الإنجليزية)
- كم نام إل على موقع عالم كرة القدم.نت (الإنجليزية)